# Romain Genevois
Pour les articles homonymes, voir Genevois.
Romain Genevois, né le 28 octobre 1987 à L'Estère (Haïti), est un footballeur international haïtien qui évolue au poste de défenseur.

## Biographie
Adopté à l'âge de trois ans par une famille de Montcenis, c'est là qu'il commence le football avant de rejoindre la JO Creusot. Il est alors attaquant et accède à la section sport-études du collège du Vieux-Fresne. En 1998, il est sélectionné pour jouer en ouverture d'un match de la Coupe du monde à Saint-Étienne. En 2000 et à partir des moins de treize ans, il effectue sa formation de footballeur au FC Gueugnon. 
Il signe son premier contrat professionnel en 2007 au FC Gueugnon : « Pour le club, c'est une satisfaction particulière de faire signer pro un joueur du cru », admet Michel Docquiert.
En 2005, il se blesse gravement (rupture des ligaments croisés du genou) et vit une saison presque blanche (4 matchs). Malgré cette épreuve, il est de retour dans l'effectif gueugnonnais lors de la saison 2007-2008 où il devient un des cadres de l'équipe.
En juin 2009, il signe au Tours FC qui évolue en Ligue 2. Le 1er août 2009, il fait ses débuts sous ses nouvelles couleurs en tant que titulaire contre Le Havre (2-1) pour le compte du premier tour de la Coupe de la Ligue.
Le 1er décembre 2009, il marque son premier but sous les couleurs tourangelles contre Vannes (2-1).
Le 28 juin 2012, en fin de contrat avec le Tours FC, il signe pour quatre ans à OGC Nice.
Alors qui lui reste un an de contrat à l'OGC Nice, il signe un contrat de trois ans avec le Stade Malherbe de Caen contre une indemnité de transfert estimé à 750 000 euros. Lors de la saison 2018-2019, il est l'un des quatre délégués syndicaux de l'UNFP au sein du SM Caen. Son contrat se terminant (fin juin 2019) et à la suite de la relégation du club en Ligue 2 il est libéré par le club normand.

## Carrière internationale
Genevois débute en équipe d'Haïti en février 2008 contre le Venezuela en match amical. Titulaire, il doit céder sa place au bout d'un quart d'heure à la suite d'une blessure. Cette rencontre ne comptant pas officiellement, Romain n'est pas considéré comme international Haïtien. Il n'a d'ailleurs pas la double nationalité.
Cela change en 2016 où il finit par accepter les sollicitations de l'équipe et du nouveau sélectionneur Patrice Neveu. Il fait partie des 23 Grenadiers pour la Copa América 2016 qui est la première à laquelle participe l'équipe d’Haïti.

## Statistiques
| Saison                | Club                  | Championnat           | Championnat | Championnat | Coupe nationale | Coupe nationale | Coupe de la Ligue | Coupe de la Ligue | Total | Total |
| Saison                | Club                  | Division              | M.          | B.          | M.              | B.              | M.                | B.                | M.    | B.    |
| 2005-2006             | FC Gueugnon           | Ligue 2               | 0           | 0           | 1               | 0               | -                 | -                 | 1     | 0     |
| 2006-2007             | FC Gueugnon           | Ligue 2               | 4           | 0           | 0               | 0               | -                 | -                 | 4     | 0     |
| 2007-2008             | FC Gueugnon           | Ligue 2               | 30          | 1           | 1               | 0               | 1                 | -                 | 32    | 1     |
| 2008-2009             | FC Gueugnon           | National              | 30          | 2           | 1               | 0               | 2                 | -                 | 33    | 2     |
| Sous-total            | Sous-total            | Sous-total            | 64          | 3           | 3               | 0               | 3                 | 0                 | 70    | 3     |
| 2009-2010             | Tours FC              | Ligue 2               | 36          | 1           | 3               | 0               | 2                 | 0                 | 41    | 1     |
| 2010-2011             | Tours FC              | Ligue 2               | 35          | 7           | 1               | 0               | 1                 | 0                 | 37    | 7     |
| 2011-2012             | Tours FC              | Ligue 2               | 30          | 2           | 2               | 0               | 2                 | 0                 | 34    | 2     |
| Sous-total            | Sous-total            | Sous-total            | 101         | 10          | 6               | 0               | 5                 | 0                 | 112   | 10    |
| 2012-2013             | OGC Nice              | Ligue 1               | 25          | 0           | 1               | 0               | 2                 | 0                 | 28    | 0     |
| 2013-2014             | OGC Nice              | Ligue 1               | 32          | 0           | 3               | 0               | 2                 | 1                 | 37    | 1     |
| 2014-2015             | OGC Nice              | Ligue 1               | 34          | 1           | 1               | 0               | 0                 | 0                 | 35    | 1     |
| 2015-2016             | OGC Nice              | Ligue 1               | 14          | 1           | 1               | 0               | 1                 | 0                 | 16    | 1     |
| Sous-total            | Sous-total            | Sous-total            | 105         | 2           | 6               | 0               | 5                 | 1                 | 116   | 3     |
| 2016-2017             | SM Caen               | Ligue 1               | 13          | 0           | 2               | 0               | 1                 | 0                 | 16    | 0     |
| 2017-2018             | SM Caen               | Ligue 1               | 24          | 0           | 2               | 0               | 0                 | 0                 | 26    | 0     |
| 2018-2019             | SM Caen               | Ligue 1               | 6           | 0           | 0               | 0               | 0                 | 0                 | 6     | 0     |
| Sous-total            | Sous-total            | Sous-total            | 43          | 0           | 4               | 0               | 1                 | 0                 | 48    | 0     |
| Total sur la carrière | Total sur la carrière | Total sur la carrière | 313         | 15          | 19              | 0               | 14                | 1                 | 346   | 16    |